# Fallceon sextus
Fallceon sextus is een haft uit de familie Baetidae. De wetenschappelijke naam van de soort is voor het eerst geldig gepubliceerd in 1992 door Kluge.
De soort komt voor in het Neotropisch gebied.